# Neptis hampsoni
Neptis hampsoni är en fjärilsart som beskrevs av Moore 1899. Neptis hampsoni ingår i släktet Neptis och familjen praktfjärilar. Inga underarter finns listade i Catalogue of Life.